# Blanca Selva i Henry
Marie Blanche Selva (Briva, Llemosí, 29 de gener de 1884-Sant Amanç-Talenda, Alvèrnia, 3 de desembre de 1942) va ser pianista, pedagoga, musicòloga, escriptora i compositora. De nacionalitat francesa i d'origen català, en aquesta llengua és coneguda amb el nom de Blanca Selva i Henry. Va viure durant la dècada de 1920 a Barcelona.

## Biografia
Blanche Selva nasqué a Brive-la-Gaillarde, a Corrèze, tot i que la seva família era originària de Los Masos, al Conflent (Pirineu oriental). El seu pare era català i la seva mare lorenesa. Després del seu naixement i amb motiu dels viatges de negocis de Gaudérique Selva, el seu pare, la família s'instal·la a Llemotges, i després a París.
Blanche Selva comença a rebre classes de piano als quatre anys. Un cop a París, va ingressar a les classes preparatòries del Conservatori de París el 1893, sota la tutela de Sophie Chéné. Allí també va estudiar amb Alphonse Duvernoy, i va obtenir la primera medalla en reconeixement del seu talent. Als dotze anys, però, Selva deixà el conservatori sense haver-se graduat; abandonada l'acadèmia, continuà els seus estudis de manera autodidacta.
La seva família va traslladar-se a Ginebra, i amb només tretze anys (el gener de 1897) Selva va oferir el seu primer concert públic a la ciutat de Lausana. De nou a París, va estudiar amb Vincent d'Indy, la trobada amb el qual va ser determinant per al seu futur: d'Indy va nomenar-la professora de piano a la Schola Cantorum als setze anys, el desembre de 1901. Amb d'Indy compartiria, al llarg de tota la seva vida, punts de vista essencials sobre l'art, i va arribar a ser la seva filla espiritual i la seva intèrpret preferida. Tot i que als vint anys és una de les més fervents difusores de la música de la Schola, parava més aviat poca atenció als compositors i treballs més avantguardistes. La plaça com a professora a la Schola Cantorum la portaria a treballar també en altres conservatoris d'Europa, com ara al Conservatori d'Estrasburg, l'École Normale de Musique de París o al Conservatori de Praga. Com a pianista, ofereix l'any 1903 la primera audició a França de les Variacions Goldberg de J. S. Bach. El 1904, en canvi, interpreta al piano, en un cicle de disset concerts, les obres completes per a clavecí de Bach, un dels compositors en què s'especialitzaria. D'altra banda, Blanche Selva va ser l'única pianista francesa del seu temps que va especialitzar-se en música txeca, la qual cosa la feu molt popular a Txecoslovàquia. Entre 1906 i 1909, treballa frec a frec amb Isaac Albéniz per superar les dificultats pianístiques que comporta la peça Ibèria, i és la pianista que interpreta l'obra completa en la seva presentació. Per aquest motiu, Albéniz li dedica el segon dels quaderns de què consta l'obra.
Ràpidament, Blanche Selva esdevé una de les pianistes amb més renom de França. Passa bona part del temps oferint concerts i recitals arreu d'aquest país i de la resta d'Europa, que acompanya sovint de xerrades explicatives. El 1922 va anar a viure a Barcelona. Entre 1920 i 1924 es consagra al mateix temps a la promoció de la música txeca a França i a la difusió de la música francesa a l'Europa central: una activitat que té molt a veure amb la tasca docent que desenvolupa contemporàniament a París, Estrasburg i Praga. Els programes dels seus concerts inclouen obres del seu mentor, Vincent d'Indy, i també dels seus amics compositors de la Schola Cantorum: Albert Roussel, Paul Dukas, Albéric Magnard, Jean Roger-Ducasse, Marcel Labey, i René de Castéra.
El 1924, Selva es trasllada a Barcelona, on funda els Estudis Musicals Blanca Selva: la seva pròpia escola de música, destinada a formar una xarxa de professors qualificats segons el seu propi mètode d'ensenyament, que s'estendrà arreu de França, i de la qual el músic Joan Pich i Santasusana fou el director tècnic. Durant aquest període toca regularment a duet, en sessions memorables a la Sala Parés de Barcelona (1925-28), amb el violinista Joan Massià. Entre 1925 i 1927, en estreta col·laboració com a pianista i conferenciant amb l'Associació Obrera de Concerts, interpreta les trenta-dues sonates de Beethoven. El 1928, Selva fa una de les poques gravacions de la seva vida: la Partita núm. 1 per a clavecí, de Bach. Un any després, el 1929, va prendre part en el memorable cicle commemoratiu del centenari del romanticisme al costat de Joan Maria Thomàs i Sabater.
Blanche Selva renovà la tècnica pianística i va publicar La sonate (1913), L'enseignement musical de la technique du piano (en tres volums, 1922-1925). Va publicar també Les sonates de Beethoven (1927), que havien anat apareixent anteriorment en forma d'articles a la Revista Musical Catalana, i la biografia del seu amic compositor Déodat de Séverac (1930). També enregistra, demostrant un virtuosisme i un control excepcionals, obres de César Franck: concretament, el seu Preludi, coral i fuga i la Sonata per a violí, aquesta darrera amb Joan Massià. Va interpretar amb igual mestria obres d'Indy, Claude Debussy, Albéniz, Séverac, Albert Roussel, Gabriel Fauré i Juli Garreta, alguns dels quals li dedicarien moltes de les seves obres. El 1930, la seva carrera com a concertista va quedar brutalment interrompuda per una paràlisi que no li va permetre continuar oferint concerts. Arran d'aquest impediment, redirigiria totes les seves energies a l'ensenyança i la composició.
El 1936, amb motiu de la Guerra Civil Espanyola, decideix abandonar Barcelona. Es trasllada a Marsella durant una temporada; després, viu curtes temporades a Moulins-sur-Allier i Saint-Saturnin (Place de l'Ormeau), fins que, a causa d'un càncer va ingressar a l'hospital de Saint-Amant-Tallende (a Puy-de-Dôme). El càncer acaba amb la seva vida als cinquanta-vuit anys, el desembre de 1942. Blanche Selva està enterrada al cementiri de Saint-Saturnin: al seu epitafi hi figuren, netament, els mots «Bondat - Bellesa - Veritat».

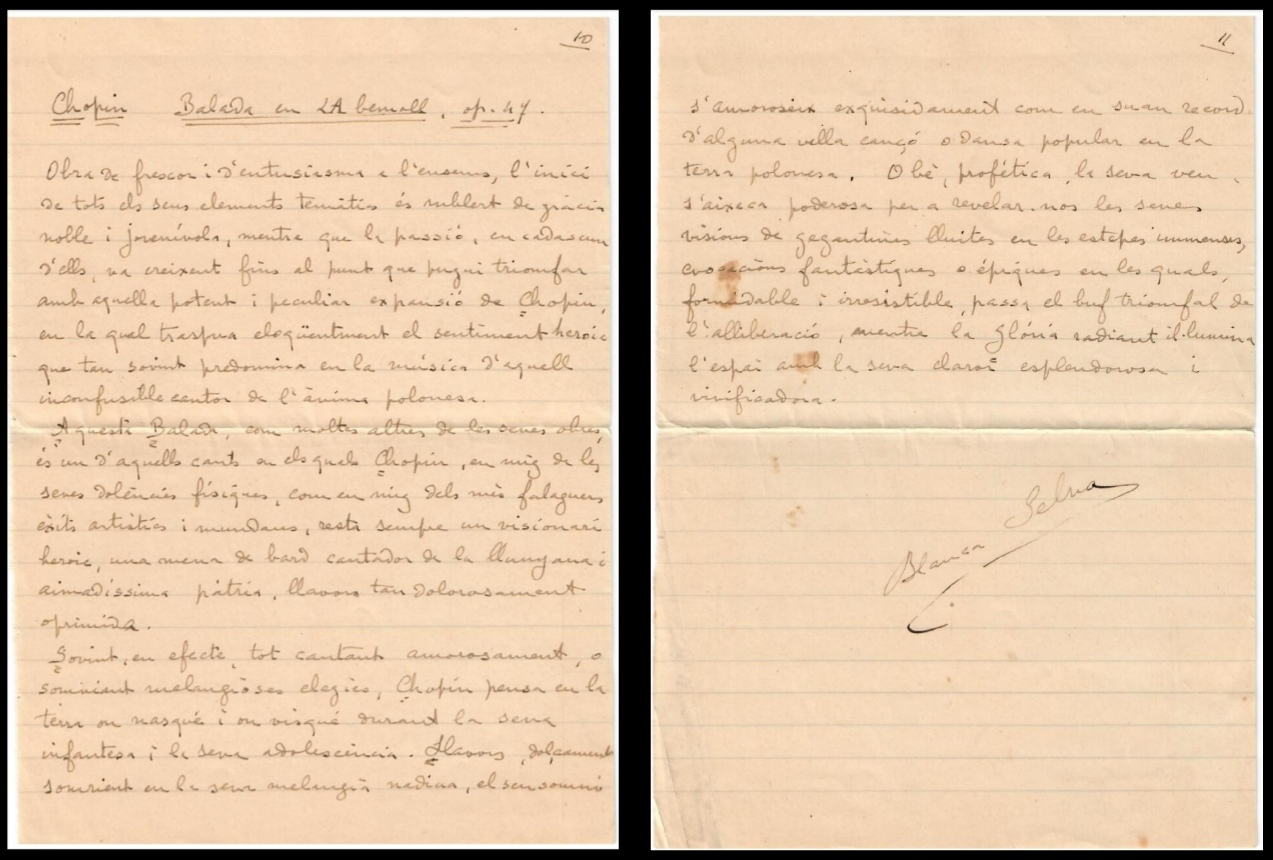
Manuscrits originals de Blanca Selva, en català, comentant les obres d'un programa, en aquest cas la balada op.47 de Chopin

## Obra escrita
Selva, a més de traduir i transcriure de manera continuada, va publicar diverses obres pròpies. Segons la seva naturalesa, es classifiquen en:
- Volums didàctics sobre la tècnica i la notació pianístiques: Enseignement Musical de la Technique du Piano (7 volums). París, 1916–1925
- Tractats sobre la forma musical: La Sonate, Étude de son évolution historique et expressive en vue de l'interprétation et de l'audition (París, 1913), Quelques mots sur la sonate (París, 1914), Les Sonates de Beethoven per a piano i per a piano i violí[6] (Barcelona, 1927)
- Biografies: Monographie sur Déodat de Séverac (París, 1930)
- Nombrosos articles professionals en revistes especialitzades, entre els quals les Tablettes de la Schola, Le Monde Musical, la Revue Musicale i la Revista Musical Catalana

## Composicions

### Peces per a piano o orgue
- Paysage au soleil couchant (1904)
- Suite (Prélude, Allemande, Courante, Burla, Chanson, Farandole) pour piano (1904)
- Cloches dans la brume pour piano (1905)
- Cloches au soleil per a piano (1905)
- Pièces per a piano (1908)
- Petite pièce pour orgue (1908)
- La Vasque aux Colombes (1921)
- Primers Jocs per a piano (1931)
- Le jeu du pentacorde qui vole, exercice pour piano (1940)
- Transcripcions per a piano d'obres de Vincent d'Indy i César Franck (1910-1912)

### Música de cambra
- La nit de la Puríssima (1929)
- Quatre peces per a violí i piano (1934)

### Música vocal i coral
- Les Ancêtres du Lys (1905)
- Rosaire d'après Francis Jammes (1906)
- Venez sous la tonnelle d'après Francis Jammes (1908)
- Muntanya blava per a veu i piano (1928)
- Mes de Maria pour voix et piano (1929)
- Dix mélodies sur des poèmes catalans (1935)
- La farigola (1926)
- El tronc (1929)
- Quicumque Enim Spiritu Dei Aguntur (1929)
- Pensament matinal (1931)
- O Fleurs des fleurs d'après Blanche Selva (1939)
- Posta de lluna (1935)
- Els Reis (1935)
- Cap al tard (1928)[7] Dedicada a Joan Massià
- El grill (1935)
- Sonet de l'ànima immortal (1935)
- La Candelera plora (1935)
- La Puríssima (1935)

### Música orquestral
- Poema de la resurrecció o Oratori pascal (manuscrit perdut, 1938)

## Discografia
Els enregistraments que es van fer de les seves interpretacions que han arribat fins als nostres dies queden recollits en:
- Blanche Selva, une promenade musicale. Enregistrament d'origen històric (Association Blanche Selva i Centre International Albert Roussel),
- MALIBRAN-MUSIC (CDRG177 et Association Blanche Selva 2002),
- Blanche Selva: Chants de lumières. Amanda Favier, violon - Jacqueline Laurin, soprano et Laurent Martin, piano (Ligia).